# Formación del gobierno italiano de 2018
En las Elecciones generales de Italia de 2018, ningún grupo político o partido obtuvo una mayoría absoluta, lo que dio como resultado un parlamento colgado. El 4 de marzo, la Coalición de centroderecha, en la que la Liga (LN) de Matteo Salvini emergió como la principal fuerza política, ganó una pluralidad de escaños en la Cámara de Diputados y en el Senado, mientras que el Movimiento 5 Estrellas (M5S) dirigido por Luigi Di Maio se convirtió en el partido con mayor número de votos. La coalición de centroizquierda, liderada por Matteo Renzi, quedó en tercer lugar. Como resultado, se requirieron negociaciones prolongadas antes de que pudiera formarse un nuevo gobierno.
El 24 de marzo de 2018, tras las elecciones de los presidentes de las dos cámaras del Parlamento italiano, Roberto Fico de la M5S, y Maria Elisabetta Alberti Casellati de Forza Italia (FI), el Primer Ministro Paolo Gentiloni renunció a su puesto ante el Presidente Sergio Mattarella. De acuerdo con la práctica común en Italia, Mattarella pidió al primer ministro que permanezca en el cargo para ocuparse de los asuntos actuales hasta que se forme un nuevo gobierno.
El 31 de mayo de 2018, después de 88 días de negociaciones y varios impasses, el profesor de derecho Giuseppe Conte fue nombrado primer ministro con el apoyo de la Liga y del Movimiento 5 Estrellas, aunque no se postuló para el Parlamento italiano. Matteo Salvini de la Liga y Luigi Di Maio del Movimiento 5 Estrellas también fueron nombrados vice primeros ministros, formando así el 66.º gobierno italiano desde la Segunda Guerra Mundial. La formación de un nuevo gobierno evitó la posibilidad de nuevas elecciones inmediatas.

## Desarrollos postelectorales
La elección fue vista como una reacción violenta contra el sistema, con el Movimiento 5 Estrellas y la Liga convirtiéndose respectivamente en el primero y el tercer partido más grande en el Parlamento. Sin un grupo político o partido que tenga una mayoría absoluta, se hicieron especulaciones sobre estos posibles resultados:
- Un acuerdo gubernamental entre el M5S y la Liga,[10] con el posible apoyo de Hermanos de Italia[11] y Forza Italia[12]
- Un acuerdo gubernamental entre el M5S y toda la coalición de centroderecha[13][14]
- Un acuerdo gubernamental entre el M5S y el Partido Democrático, con el posible apoyo de Libres e Iguales[15][16][10]
- Un gobierno entre la coalición de centroderecha y la coalición de centroizquierda[10]
- Un gobierno provisional con los objetivos específicos de aprobar la ley de presupuesto y modificar la ley electoral y luego llevar al país hacia nuevas elecciones[17]
- Un gobierno de unidad nacional con todas las fuerzas políticas[18]

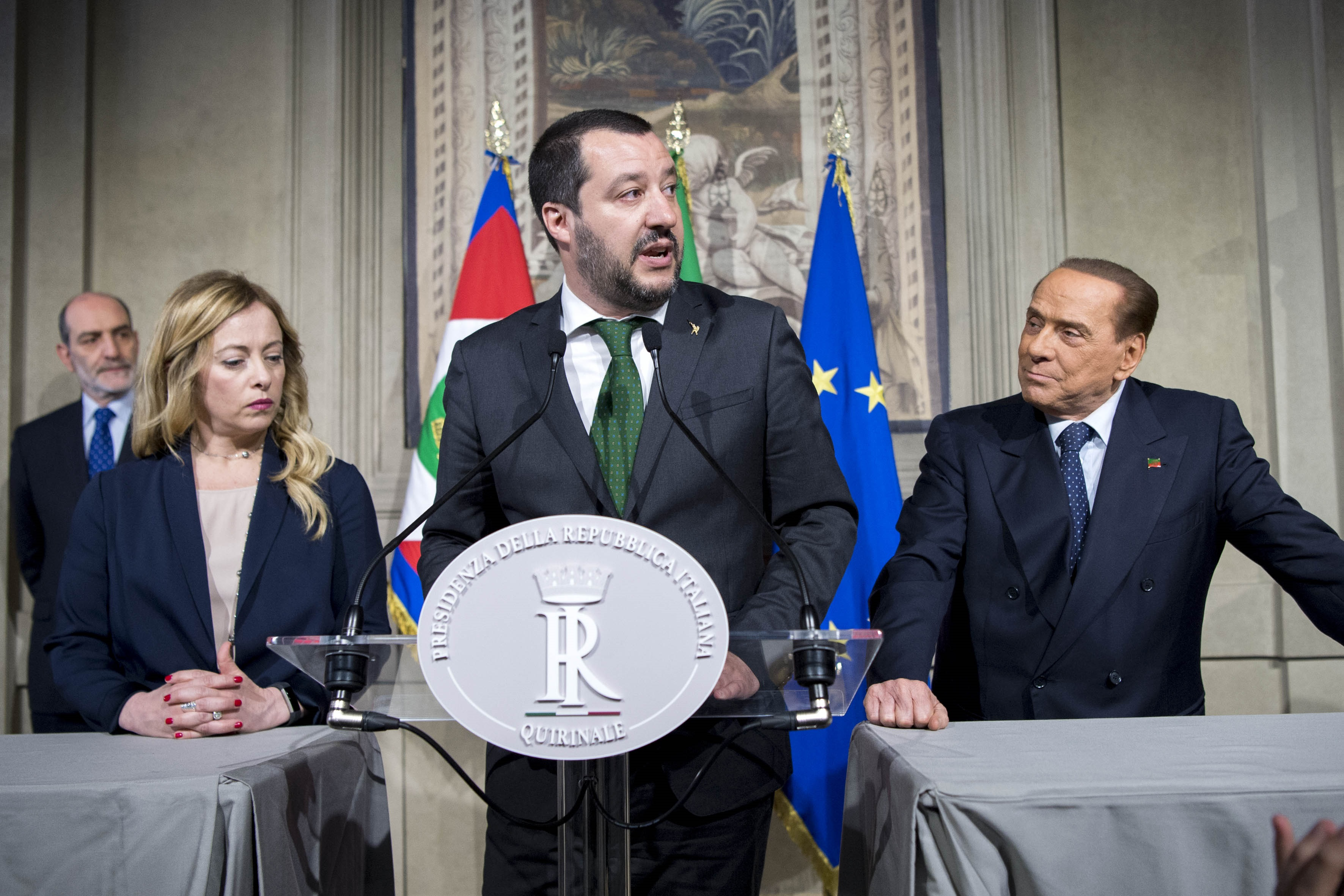
Giorgia Meloni, Matteo Salvini y Silvio Berlusconi en el Palacio del Quirinal

Después de conocerse los resultados de la elección, tanto Luigi Di Maio como Matteo Salvini declararon que deben recibir del presidente Sergio Mattarella la tarea de formar un nuevo gobierno, porque lideraron, respectivamente, el partido más grande y la coalición más grande. El 5 de marzo, Matteo Renzi anunció que el Partido Democrático estaría en la oposición durante esta legislatura y que renunciaría como líder del partido cuando se forme un nuevo gobierno. El 6 de marzo, Matteo Salvini reiteró el mensaje durante la campaña electoral al rechazar una coalición con el M5S. El 14 de marzo, Salvini, no obstante, se ofreció a gobernar con el M5S, imponiendo la condición de que el aliado de la Liga, Forza Italia, liderado por el ex primer ministro Silvio Berlusconi, también deba participar en cualquier coalición. Di Maio rechazó esta propuesta con el argumento de que Salvini estaba "eligiendo la restauración en vez de la revolución" porque "Berlusconi representa el pasado". Además, un destacado personaje del M5S, Alessandro Di Battista, negó cualquier posibilidad de alianza con Forza Italia, y describió a Berlusconi como el "mal puro de nuestro país".
Las consultas entre el presidente de Italia y los partidos políticos los días 4 y 5 de abril no proporcionaron un candidato para el Primer Ministro, lo que obligó al Presidente Mattarella a celebrar otra ronda de consultas entre el 11 y el 12 de abril de 2018.
El 7 de abril, Di Maio hizo un llamamiento al PD para "enterrar el hacha de guerra" y considerar una coalición gobernante con su partido. Sin embargo, los demócratas declararon que estarán en la oposición en esta Legislatura.
El 18 de abril, Mattarella entregó a la presidenta del Senado, Elisabetta Casellati, la tarea de intentar conciliar los problemas entre el Centroderecha y el Movimiento 5 Estrellas, con el fin de romper el estancamiento político postelectoral y formar un nuevo gobierno. Sin embargo, fracasó en encontrar una solución a los contrastes entre los dos grupos, especialmente entre el M5S y Forza Italia.
El 23 de abril de 2018, después del fracaso de Casellati, Mattarella dio un mandato exploratorio al Presidente de la Cámara de Diputados, Roberto Fico, para intentar crear un acuerdo político entre el Movimiento 5 Estrellas y el Partido Democrático. Algunos líderes prominentes del partido Democrático, incluido el secretario interino Martina, consideraron públicamente la posibilidad de un acuerdo, mientras que el líder del anterior PD Matteo Renzi expresó su desacuerdo junto con otros miembros del partido cercano a él. Se estableció que una Dirección Nacional del partido para discutir el asunto se llevaría a cabo el 3 de mayo. El 30 de abril, después de una entrevista con Matteo Renzi, quien expresó su fuerte oposición a una alianza con el M5S, Di Maio convocó a nuevas elecciones.
Una encuesta de Tecné después de las elecciones generales de Italia de 2018 sugirió que el 56% de los votantes del Movimiento 5 Estrellas prefería una coalición gubernamental entre M5S y Liga Norte. Una coalición entre el Movimiento 5 Estrellas y toda la coalición de centroderecha fue preferida por solo el 4%. El 22% prefirió una coalición entre el Movimiento 5 Estrellas, el centroizquierdista Partido Democrático y el izquierdista LeU. Un gobierno tecnocrático solo fue apoyado por el 1% de los votantes del Movimiento.
El 7 de mayo, el presidente Mattarella celebró una tercera ronda de conversaciones de formación del gobierno, después de lo cual confirmó formalmente la falta de una posible mayoría (M5S rechaza una alianza con toda la coalición de centroderecha, PD rechaza una alianza con M5S y la coalición de centroderecha, y Matteo Salvini de la Liga se niega a comenzar un gobierno con M5S pero sin el partido Forza Italia de Berlusconi, cuya presencia en el gobierno fue explícitamente vetado por el líder de M5S Luigi Di Maio); en la misma circunstancia, anunció su intención de designar pronto un "gobierno neutral" (independientemente de M5S y la negativa de la Liga a apoyar tal opción) para sustituir al Gobierno Gentiloni, que se consideró incapaz de llevar a Italia a una segunda elección consecutiva como representaba una mayoría de una legislatura pasada, y ofrecía una elección anticipada en julio (sobre lo que sería la primera vez para las elecciones generales de verano en Italia) como una opción realista para tener en cuenta debido a la situación de punto muerto. La Liga y M5S acordaron celebrar nuevas elecciones el 8 de julio, una opción que sin embargo fue rechazada por todos los demás partidos.

### Gobierno del Cambio

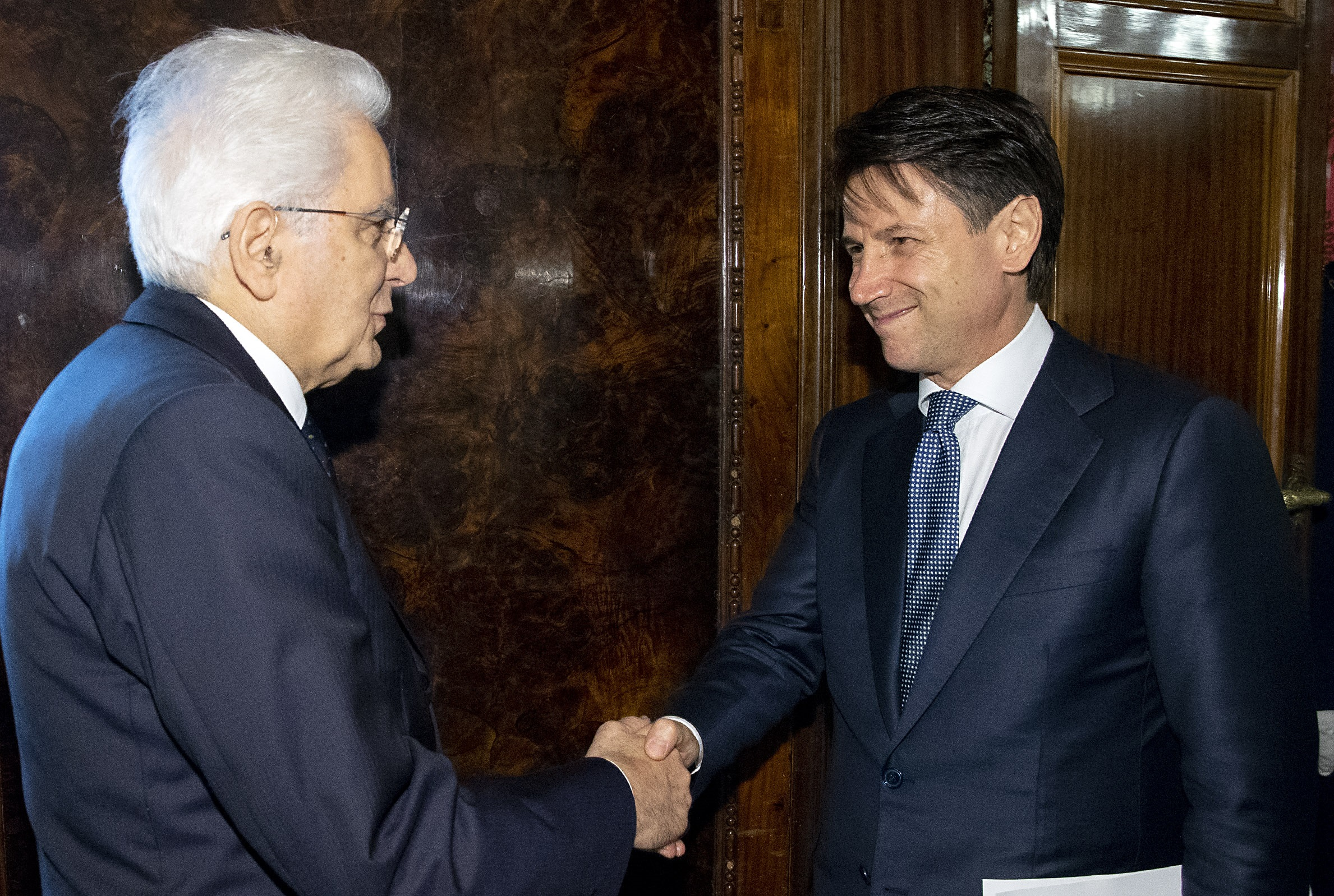
Giuseppe Conte con el presidente Sergio Mattarella en el Palacio del Quirinal.

El 9 de mayo, después de un día de rumores, tanto M5S como la Liga solicitaron oficialmente al presidente Mattarella que les diera 24 horas más para firmar un acuerdo gubernamental entre los dos partidos. Más tarde, ese mismo día, por la noche, Silvio Berlusconi anunció públicamente que Forza Italia no apoyaría a un gobierno M5S-Liga en un voto de confianza, pero de todos modos mantendría la alianza de centroderecha, abriendo así las puertas a un posible gobierno mayoritario. entre los dos partidos.
El 13 de mayo, el Movimiento 5 Estrellas y la Liga llegaron a un acuerdo en principio sobre un programa llamado "Contrato para el gobierno del cambio" (en italiano: Contratto per il governo del cambiamento), que probablemente despejó el camino para la formación de una coalición gobernante entre los dos partidos, pero no pudieron encontrar un acuerdo con respecto a los miembros de un gabinete gubernamental, y lo más importante, el primer ministro. Los líderes del M5S y de la Liga se reunieron con el presidente italiano Sergio Mattarella el 14 de mayo para guiar la formación de un nuevo gobierno. En su reunión con el presidente Mattarella, ambos partidos pidieron una semana adicional de negociaciones para acordar un programa gubernamental detallado y un primer ministro para dirigir el gobierno conjunto. Tanto M5S como la Liga anunciaron su intención de solicitar a sus respectivos miembros que voten sobre el acuerdo del gobierno para el fin de semana.
El 17 de mayo, el Movimiento 5 Estrellas y la Liga acordaron los detalles sobre su programa del gobierno, despejando oficialmente el camino para la formación de una coalición gobernante entre los dos partidos. El borrador final de su programa se publicó el 18 de mayo.
El 18 de mayo, 44 796 miembros del Movimiento 5 Estrellas emitieron su voto en línea sobre el asunto relativo al acuerdo gubernamental, con 42 274, más del 94%, votando a favor. Una segunda votación patrocinada por la Liga Norte tuvo lugar el 19 de mayo y el 20 de mayo y estuvo abierta al público en general. El 20 de mayo, se anunció que aproximadamente 215 000 ciudadanos italianos habían participado en la elección de la Liga Norte, con alrededor del 91 por ciento apoyando el acuerdo del gobierno.
El 21 de mayo, el Movimiento 5 Estrellas y la Liga propusieron al profesor de derecho Giuseppe Conte como primer ministro. El 23 de mayo, Conte fue invitado al Palacio del Quirinal para recibir la tarea de formar un nuevo gobierno y el presidente italiano Mattarella le otorgó un mandato. Al día siguiente, Conte sostuvo conversaciones con todos las partidos representados en el Parlamento. Un impasse se produjo por la nominación de la Liga de Paolo Savona para el ministro de Economía, debido al apoyo de Savona para retirar a Italia del euro, lo que representa un riesgo para la economía del país. Como resultado, Savona recibió la oposición del presidente Mattarella.
El 27 de mayo, después de días de negociaciones y un ultimátum de Salvini y Di Maio con respecto a Savona, el presidente Mattarella se negó a aprobar el nombramiento de Savona como ministro de Finanzas, y Conte renunció a la tarea de formar un gobierno.

### Gobierno Cottarelli

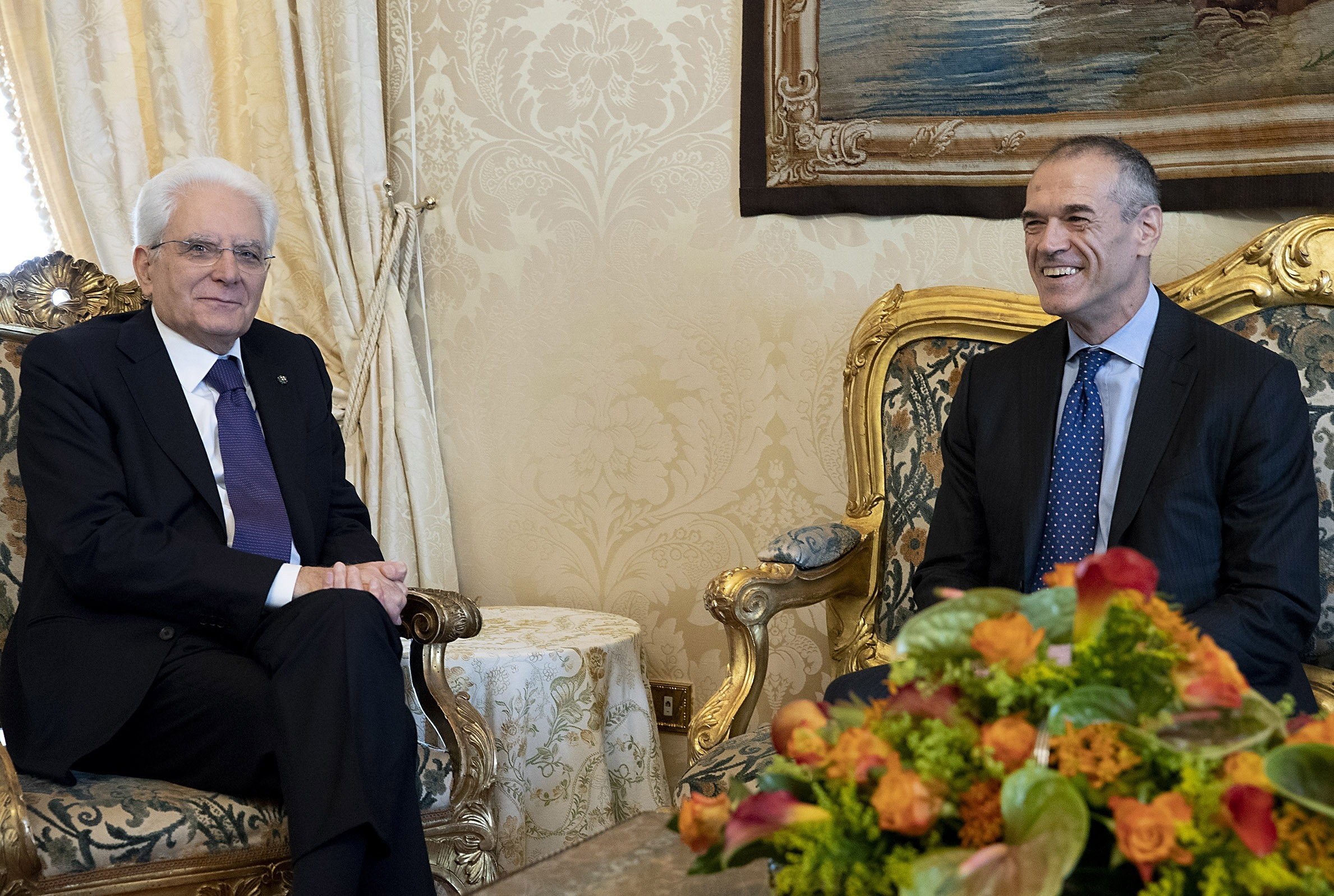
Carlo Cottarelli con el presidente Sergio Mattarella en el Palacio Quirinal

Mattarella posteriormente llamó a Carlo Cottarelli al Palacio del Quirinal el 28 de mayo con la intención de darle la tarea de formar un nuevo gobierno.
En la declaración publicada después de la designación, Cottarelli especificó que, con un voto de confianza del Parlamento, aprobaría una ley de presupuesto para 2019, luego se disolvería el Parlamento y se convocaría una nueva elección general para principios de 2019. Por otra parte sin la confianza del Parlamento, el gobierno trataría solo con los llamados "asuntos actuales" y conduciría al país hacia nuevas elecciones después de agosto de 2018. Cottarelli también garantizó la neutralidad de su gobierno y se comprometió a no postularse en las próximas elecciones. Aseguró una gestión prudente de la deuda nacional italiana y la defensa de los intereses nacionales a través de un diálogo constructivo con la Unión Europea.
El 28 de mayo de 2018, el Partido Democrático anunció que apoyaría un voto de confianza para Cottarelli, mientras que el Movimiento 5 Estrellas y los partidos de centro-derecha (Forza Italia, Hermanos de Italia y la Liga) anunciaron su oposición.
El 30 de mayo de 2018, Luigi Di Maio anunció un giro de 180 grados en su posición anterior y anunció formalmente su disposición a dejar a Paolo Savona de la oficina del Ministro de Economía propuesta anteriormente para transferirle un puesto gubernamental diferente y menos sensible; en consecuencia, la Presidenta Mattarella y Cottarella acordaron conjuntamente esperar más tiempo para ayudar a acordar un nuevo acuerdo político entre el Movimiento 5 Estrellas y la Liga con un Ministro de Economía aprobado por el presidente de la República.

### Acuerdo final del gobierno
Después de estos acontecimientos, el 31 de mayo de 2018 Di Maio, Salvini y el presunto Primer Ministro Conte se reunieron en Roma para discutir sobre una nueva lista de ministros del gobierno. Más tarde en la tarde, todas las partes anunciaron públicamente haber acordado un nuevo gobierno con Giuseppe Conte como primer ministro y el profesor Giovanni Tria como nueva propuesta para el ministro de Economía en lugar de Paolo Savona, que en cambio estaba destinado a ser el nuevo ministro de Asuntos Europeos (un ministro sin cartera); también se confirmó que el partido conservador nacionalista de derecha Hermanos de Italia, dirigido por Giorgia Meloni y aliado de la Liga en las elecciones de marzo, se abstendría de votar (apartándose de su intención previa de ser parte de la oposición) para ayudar aún más a la formación del gobierno.
Luego de este acuerdo, Cottarelli renunció a su mandato para formar un gobierno, y Conte fue nuevamente invitado formalmente por el presidente Mattarella para formar un gobierno, que prontamente anunció después de su reunión en el Palacio Quirinal. El Primer Gobierno Conte, con Di Maio y Salvini como vice primeros ministros conjuntos, juró formalmente el 1 de junio de 2018.